# Maison Charles Fortin
La Maison Charles Fortin est un immeuble de style Art nouveau réalisé par l’architecte Henri Jacobs à Schaerbeek en Belgique (région de Bruxelles-Capitale).
En 1909-1910, elle a obtenu un prix au concours de façades de Schaerbeek.
Elle est reprise sur la liste des monuments classés de Schaerbeek depuis le 10 juillet 2008. 

## Situation
Cet immeuble est situé au no 6 de la place des Bienfaiteurs à Schaerbeek. Il jouxte la maison Leblicq (au no 5) construite l'année suivante par le même Henri Jacobs. Le premier propriétaire est le secrétaire communal Charles Fortin. 

## Description
Ce bâtiment est une construction symétrique composée de quatre niveaux élevés en pierre d'Euville au rez-de-chaussée et en brique beige aux étages. Le soubassement est réalisé en pierre bleue. Chaque niveau est différent. Les baies de chaque niveau sont à meneaux. L'oriel de base cintrée court sur les deux niveaux centraux, les baies des premier et deuxième étages étant séparées par des sgraffites conçus par Privat Livemont. L'oriel est surmonté par quatre piliers en pierre encadrant des fers forgés aux lignes géométriques. Au dernier étage, quatre baies jumelées se situent sous la corniche à gorge cintrée dans l'axe.

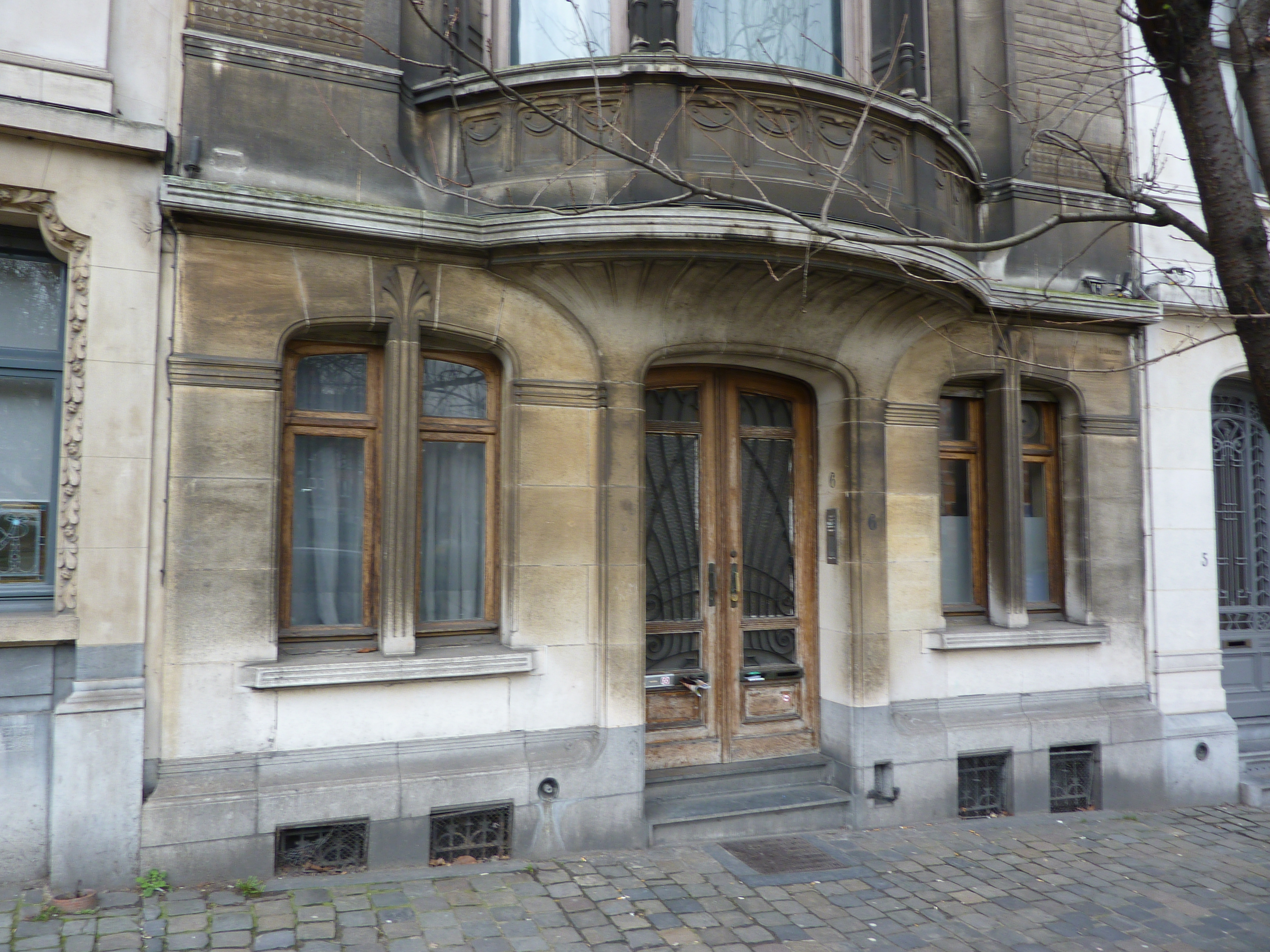

## Sources
- Marie Resseler, Top 100 Art nouveau/Bruxelles, Éditions Aparté, 2010, page 119.
- http://www.irismonument.be/fr.Schaerbeek.Place_des_Bienfaiteurs.5.html